# Gaetano Pennino

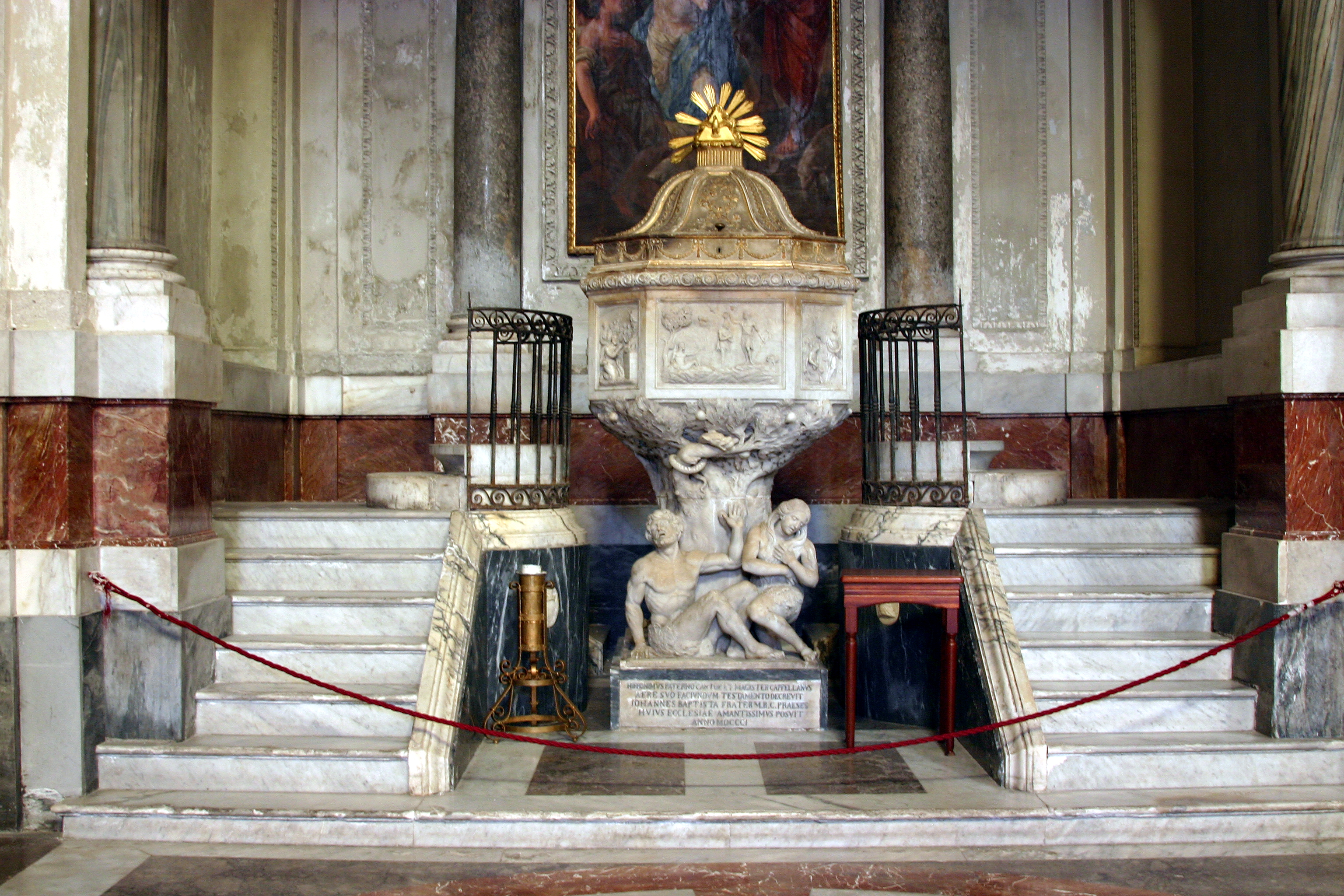
Fonte battesimale, cattedrale di Palermo.

Gaetano Pennino (Palermo, ... – Roma, ...; fl. XIX-XX secolo) è stato uno scultore italiano.

## Biografia
Scultore figlio di Filippo Pennino. Morì a Roma.
Nel 1801, realizzò il fonte battesimale ottagonale per la basilica cattedrale metropolitana primaziale della Santa Vergine Maria Assunta di Palermo assieme al padre Filippo.

## Opere
- 1793, Monumento funebre, manufatto marmoreo dedicato all'arcivescovo Francesco Ferdinando Sanseverino, opera custodita nella Cappella del Santissimo Sacramento della basilica cattedrale metropolitana primaziale della Santa Vergine Maria Assunta di Palermo.[3]
- XVIII secolo, Monumento funebre, manufatto marmoreo dedicato a fra Frajano Castelli dei principi di Torremuzza, opera custodita nella Cappella del Santissimo Sacramento della chiesa della Madonna dei Rimedi di Palermo.[4]
- 1795, San Nicola di Bari, statua marmorea, opera collocata in piazza Libertà di Salemi.
- 1791, Monumento funebre, manufatto marmoreo dedicato a Gaetano Maria Starabba, opera custodita nel duomo del Santissimo Crocifisso di Pachino.

## Bottega Pennino

### Giacomo Pennino
Giacomo Pennino (Palermo, XVIII secolo – Palermo, XIX secolo) è stato uno scultore italiano.

#### Biografia e opere
Scultore allievo di Giacomo Serpotta morto a oltre 100 anni. Fratello di Filippo Pennino, padre di Leonardo artista attivo nel XVIII secolo, operò in varie chiese palermitane.
- 1729, San Giuseppe, statua marmorea, opera realizzata su modello di creta di Giacomo Serpotta per la Cappella di San Filippo Neri della chiesa di Sant'Ignazio all'Olivella di Palermo.
- 1730, San Gaetano da Thiene,[6] statua marmorea, opera collocata oggi presso la chiesa di San Gaetano da Thiene a Brancaccio.
- XVIII, San Giuseppe, Sant'Elisabetta, Sant'Anna e San Gioacchino, San Ludovico e Sant'Antonio di Padova, statue marmoree, opere realizzate in collaborazione di Lorenzo Marabitti su disegno di Giacomo Serpotta e collocate nel frontespizio della chiesa di Sant'Anna la Misericordia di Palermo.[7]
- 1725, San Stanislao, medaglione marmoreo collocato sopra il portale della chiesa di San Stanislao Kostka di Palermo.
- 1729, San Stanislao, statua marmorea in marmi bicromi, opera posta in una teca sotto l'altare ligneo dell Cappella di San Stanislao della chiesa di San Stanislao Kostka di Palermo.[8]

### Leonardo Pennino
Leonardo Pennino (Palermo, 1765 – Roma, 1850) è stato uno scultore italiano.

#### Biografia e opere
Inizialmente lavorò in bottega col padre Giacomo Pennino e col fratello ?, risentendo dell'influenza esercitata dal Ignazio Marabitti. Dopo il trasferimento nella città capitolina continuò ad avere commissioni dalla Sicilia. Vincitore nel 1789 del secondo premio di scultura all'Accademia di San Luca.
- 1775, Sepolcro, monumento funebre di Antonio Lanza realizzato su progetto di Andrea Gigante, opera presente nella cattedrale di San Gerlando di Agrigento.
- 1793, Monumento funebre, sepolcro marmoneo, opera commissionata per il vescovo Gioacchino Castelli custodita nella basilica cattedrale della Trasfigurazione di Cefalù.
- 1802, Cenotafio, manufatto marmoreo di Francesco Maria Emanuele Gaetani, marchese di Villabianca, opera custodita nella chiesa di San Domenico di Palermo.
- 1817, Busto ritratto di Pio VII, scultura in marmo bianco di Carrara firmata e datata, scolpita in origine per il convento di San Martino a Monreale e oggi esposta alla Reggia di Caserta.
- 1821, Riconoscenza piangente, cenotafio, monumento dedicato al pittore Giuseppe Errante, opera custodita nella cattedrale di San Lorenzo di Trapani.
- XIX secolo, Diego Pignatelli, duca di Monteleone seduto, statua marmorea, opera custodita nel Museo Principe Diego Aragona Pignatelli Cortés di Napoli.

### Lorenzo Pennino
Lorenzo Pennino (Palermo, ... – ...; fl. XVIII-XIX secolo) è stato uno scultore italiano.

#### Biografia e opere
- 1818, Busto marmoreo di Giuseppe Pignatelli, duca di Terranova, opera custodita nella chiesa di San Francesco di Paola di Palermo.

### Mariano Pennino
Mariano Pennino (Palermo, ... – ...; fl. XVIII-XIX secolo) è stato uno scultore italiano.

#### Biografia e opere
- XVIII secolo, Altari, manufatti marmorei realizzati con la collaborazione di Simone Pennino, opere presenti nella chiesa di Sant'Oliva di Alcamo.
- XVIII secolo, Acquasantiere, manufatti marmorei, opere presenti nella chiesa di Sant'Oliva di Alcamo.

### Simone Pennino
Simone Pennino (Palermo, ... – ...; fl. XVIII-XIX secolo) è stato uno scultore italiano.

#### Biografia e opere
- XVIII secolo, Altari, manufatti marmorei realizzati con la collaborazione di Mariano Pennino, opere presenti nella chiesa di Sant'Oliva di Alcamo.